# 瓦利鎮區 (密歇根州)
瓦利鎮區（英語：Valley Township）是位於美國密歇根州阿勒根縣的一個行政鎮區。

## 地方資料
瓦利鎮區的面積為93.20平方千米，當中陸地面積為85.30平方千米，而水域面積為7.90平方千米。根據2010年美國人口普查的數據，當地共有人口2221人，而人口密度為每平方千米23.83人。